# 이천시 (2012년 선거구)
이천시는 대한민국의 국회의원 선거구이다. 경기도 이천시의 전 지역을 관할한다. 현직 국회의원은 국민의힘의 송석준이다.

## 역사
대한민국 제19대 국회의원 선거를 앞두고 이천시·여주군 선거구가 인구 상한선을 초과했다. 이에 제19대 국회의원 선거를 앞두고 이천시 지역이 단독 선거구를 구성하게 됨에 따라 신설되었다.

## 관할 구역
| 대수  | 관할 구역   |
| ----- | ----------- |
| 19대~ | 이천시 일원 |

## 역대 국회의원
| 선거   | 정당 | 정당       | 의원   |
| ------ | ---- | ---------- | ------ |
| 2012년 |      | 새누리당   | 유승우 |
| 2016년 |      | 새누리당   | 송석준 |
| 2020년 |      | 미래통합당 | 송석준 |
| 2024년 |      | 국민의힘   | 송석준 |

## 역대 선거 결과

### 대한민국 제19대 국회의원 선거
|  | 42.43% |

|  | 28.18% |

|  | 17.83% |

|  | 11.53% |

### 대한민국 제20대 국회의원 선거
|  | 50.99% |

|  | 39.81% |

|  | 9.18% |

### 대한민국 제21대 국회의원 선거
|  | 51.99% |

|  | 45.68% |

|  | 1.54% |

|  | 0.77% |

### 대한민국 제22대 국회의원 선거
|  | 51.33% |

|  | 48.66% |